# Наваса (Северна Каролина)
Наваса (енгл. Navassa) град је у америчкој савезној држави Северна Каролина.

## Демографија
По попису из 2010. године број становника је 1.505, што је 1.026 (214,2%) становника више него 2000. године.
| Група             | 2000.       | 2010.       |
| Белци             | 58 (12,1%)  | 351 (23,3%) |
| Афроамериканци    | 415 (86,6%) | 957 (63,6%) |
| Азијати           | 0 (0,0%)    | 2 (0,1%)    |
| Хиспаноамериканци | 2 (0,4%)    | 150 (10,0%) |
| Укупно            | 479         | 1.505       |